# Acroporium catharinense
Acroporium catharinense là một loài rêu trong họ Sematophyllaceae. Loài này được Sehnem mô tả khoa học đầu tiên năm 1978.